# Stämme von Galway

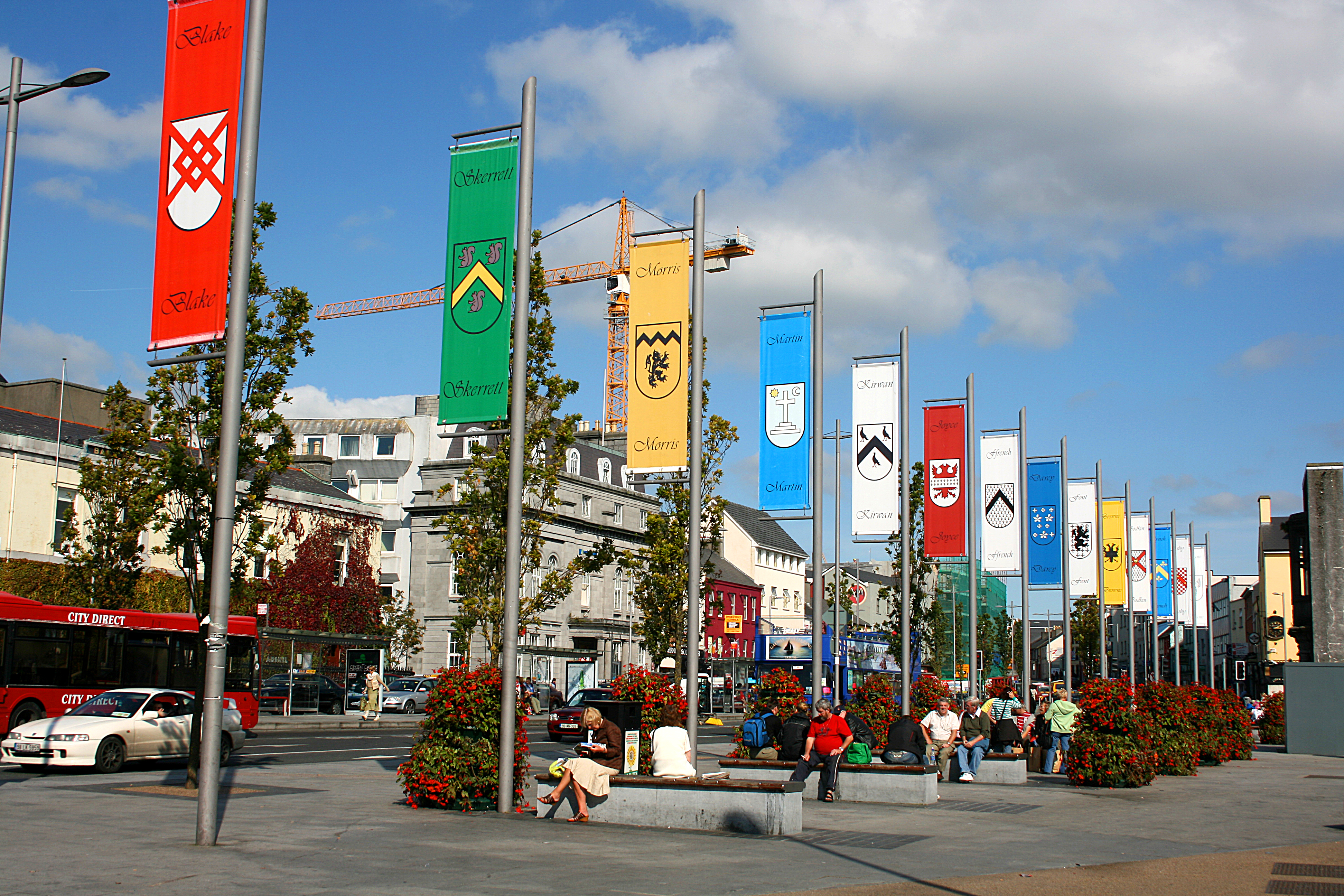
Die 14 Banner der Stämme von Galway

Die Stämme von Galway (englisch: Tribes of Galway) waren 14 mittelalterliche Handelsfamilien in der westirischen Stadt Galway. Sie dominierten etwa vom 13. bis zum 17. Jahrhundert den Handel der Region mit dem kontinentalen Europa. Als „Stämme von Galway“ (englisch Tribes of Galway) bezeichnete sie in abfällig gemeinter Weise erstmals Oliver Cromwell. Die Familien übernahmen später diese Bezeichnung für ihre Patriziergesellschaft.

## Geschichte
Es handelt sich um die Familien Athy, Blake, Bodkin, Browne, D’Arcy, Deane, Ffont, Ffrench, Joyce, Kirwan, Lynch, Martin, Morris und Skeritt. 13 von ihnen sind anglo-normannischer bzw. cambro-normannischer Herkunft. Einige kamen bereits im Jahre 1170, mit Richard de Clare, 2. Earl of Pembroke (genannt Strongbow), auf die Insel. Lediglich die Kirwan’s stammen von irischen Vorfahren ab. Nachkommen der Familien sind noch immer in und um Galway zu finden. Die Athy, Deane, Ffont und Skerritt sind jedoch selten geworden.
Im Jahre 1124 wurde von einem der irischen Clans nahe dem kleinen Fischerdorf Claddagh am Unterlauf des Corrib eine Befestigung errichtet. Das erste Eindringen englischer Invasoren in Connacht scheiterte 1178. Im Jahre 1232 besetzte Richard de Burgh die Gegend und baute sie zum englischen Vorposten in Westirland aus. Die irgendwann nach de Burgh’s Eroberung in Galway angekommenen Familien der Stämme wurden in der Region als englischer Adel betrachtet und lebten anfangs getrennt von den Iren, die im Claddagh und dem Umland der Stadt lebten und zeitweilig die Stadt nicht betreten durften. Von 1333 (Ermordung von William Donn de Burgh, 3. Earl of Ulster) bis 1485 stand die Stadt unter der Kontrolle der Führer der Clanricarde (Clan Richards). Das Stadtrecht wurde dem Ort, der Galway genannt wurde, 1396 durch Richard II. gewährt. Im Jahre 1473 wurde Galway durch einen Großbrand zerstört, jedoch wieder aufgebaut.
Im Jahre 1504, als die Stadt zu Reichtum gekommen war, eroberte Ulick Fionn Burke von Clanricarde die Stadt. Gerald von Kildare, der englische Lord Deputy, trat ihm am Hügel von Knoc-tuadh, etwa sieben Meilen von Galway, entgegen und siegte in der Schlacht von Knockdoe. William und die anderen wurden gefangen genommen und die Stadt weiter befestigt. Etwa 100 Jahre später führte die englische Pression die Bevölkerung anlässlich der irischen Rebellion von 1641 zusammen. Für viele Familien der Stadt war Irisch inzwischen zur zweiten oder gar erste Sprache geworden. Während der Irischen Konföderationskriege (1641–1653) stand Galway unter Verantwortung der Stämme auf der Seite der konföderierten Katholiken. Dafür wurden die Stämme nach der Eroberung Irlands durch Oliver Cromwell abgestraft. Die Stadt wurde belagert und nach der Übergabe Galways im April 1652 mussten die Stämme sich der Konfiskation ihrer Stellung beugen. Die als Vereinbarung von Galway bekannte Regelung wurde zwar im Oktober 1654 vom englischen Parlament übernommen, aber trotz eines gewissen Machtanteils während der Herrschaft Charles II. (1660–1685) und während des als Williamite oder Jacobite War in Irland als „Krieg der beiden Könige“ bekannten Krieges (1689–91) hatten die Stämme in der Stadt ihre Macht verloren.

## Bedeutende Mitglieder der Stämme
Das erste überlieferte Mitglied der Familie Lynch, der schon um 1185 in der Stadt wohnte, war William Lynch (genannt „Le Petit“). Sein Sohn Nicholas heiratete die Alleinerbin einer reichen und berühmten Familie und die Familie Lynch blieb die führende unter den Stämmen. Peirce Lynch war 1485 der erste in einer Reihe von über 80 Bürgermeistern, der das neu geschaffene Amt antrat. Die Lynchs dominierten das Amt bis zum Jahre 1654. Von 1841 bis 1937 gab es keine Bürgermeister in Galway. Ein Mitglied der Familie Lynch zeichnet für den Begriff „lynchen“ verantwortlich, der in den internationalen Sprachgebrauch einging. Mitglieder der Familie leben bis heute in Galway. 1989 und 1998 war mit Angela Lynch-Lupton († 2007) das 84. Mitglied dieser Familie Bürgermeisterin von Galway.
Kapitän James Blake (1588–1635 – genannt „the Spanish“) war englischer Geheimagent im Neunjährigen Krieg in Irland (1594–1603). Es wird behauptet, er sei im Jahre 1602 für das tödliche Attentat auf „Red“ Hugh Roe O’Donnell in Spanien verantwortlich.
Richard Martin (1754–1834 – genannt Humanity Dick) war Befürworter der irisch-katholischen Emanzipation und Gründer der Gesellschaft zur Verhütung von Grausamkeiten an Tieren.
Richard Kirwan (1733–1812) war 1791 Präsident der königlichen irischen Akademie. Ihm wurde 1782 die Copley-Medaille der Royal Society of London für Beiträge zu analytischer Chemie zuerkannt.
Michael Morris, 3. Baron Killanin (1915–99), 6. Präsident des Internationalen Olympischen Komitees (1972–80), war ein Nachkomme des Morris-Stammes.
14 Kreisverkehre in Galway sind nach den Familien benannt.